# The Cry
The Cry è una serie televisiva australiana e britannica in quattro parti del 2018, sceneggiata da Jacquelin Perske e diretta da Glendyn Ivin, basata sull'omonimo romanzo di Helen FitzGerald.
La serie vede come protagonista Jenna Coleman nei panni di Joanna Lyndsay, una maestra di scuola il cui bambino di quattro mesi Noah scompare mentre lei e il suo fidanzato Alistair visitano la famiglia in Australia. La serie è stata prodotta da Synchronicity Films.
La serie è stata trasmessa per la prima volta nel Regno Unito su BBC One dal 30 settembre al 21 ottobre 2018, per un totale di 4 episodi ripartiti su una stagione.

## Trama
Joanna e Alistair sono giovani genitori che viaggiano dalla Scozia in una città dell'Australia per visitare la famiglia e lottare per la custodia della figlia di Alistair, Chloe, contro la sua ex moglie australiana, Alexandra. Durante il viaggio da Melbourne alla città costiera di Wilde Bay, il loro bambino Noah scompare. All'indomani della tragedia, sotto il controllo pubblico e sotto le pressioni dei "Media", la loro relazione crolla e lo stato psicologico di lei si disintegra.
Il finale è assolutamente inaspettato e coinvolge l'intera famiglia.

## Episodi
| Stagione       | Episodi | Prima TV USA | Prima TV Italia |
| -------------- | ------- | ------------ | --------------- |
| Prima stagione | 4       | 2018         | 2019            |

## Produzione
The Cry è un adattamento dell'omonimo romanzodi Helen FitzGerald. La serie è prodotta da Synchronicity Films, diretta da Glendyn Ivin e sceneggiata per la televisione da Jacquelin Perske.
Le riprese della serie sono iniziate nel febbraio 2018, inizialmente in Australia. Le riprese successivamente si sono trasferite in Scozia nell'aprile 2018. Jenna Coleman, che interpreta Joanna nel ruolo principale, ha completato le riprese della serie in Australia e Glasgow a maggio 2018, in modo tale che potesse iniziare la produzione della terza stagione della serie televisiva Victoria.